# Garsende de Sabran

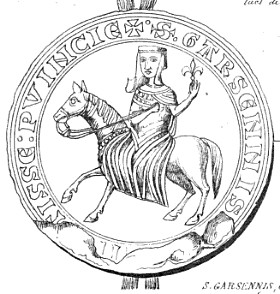
Zeichnung des Siegels der Garsende de Sabran

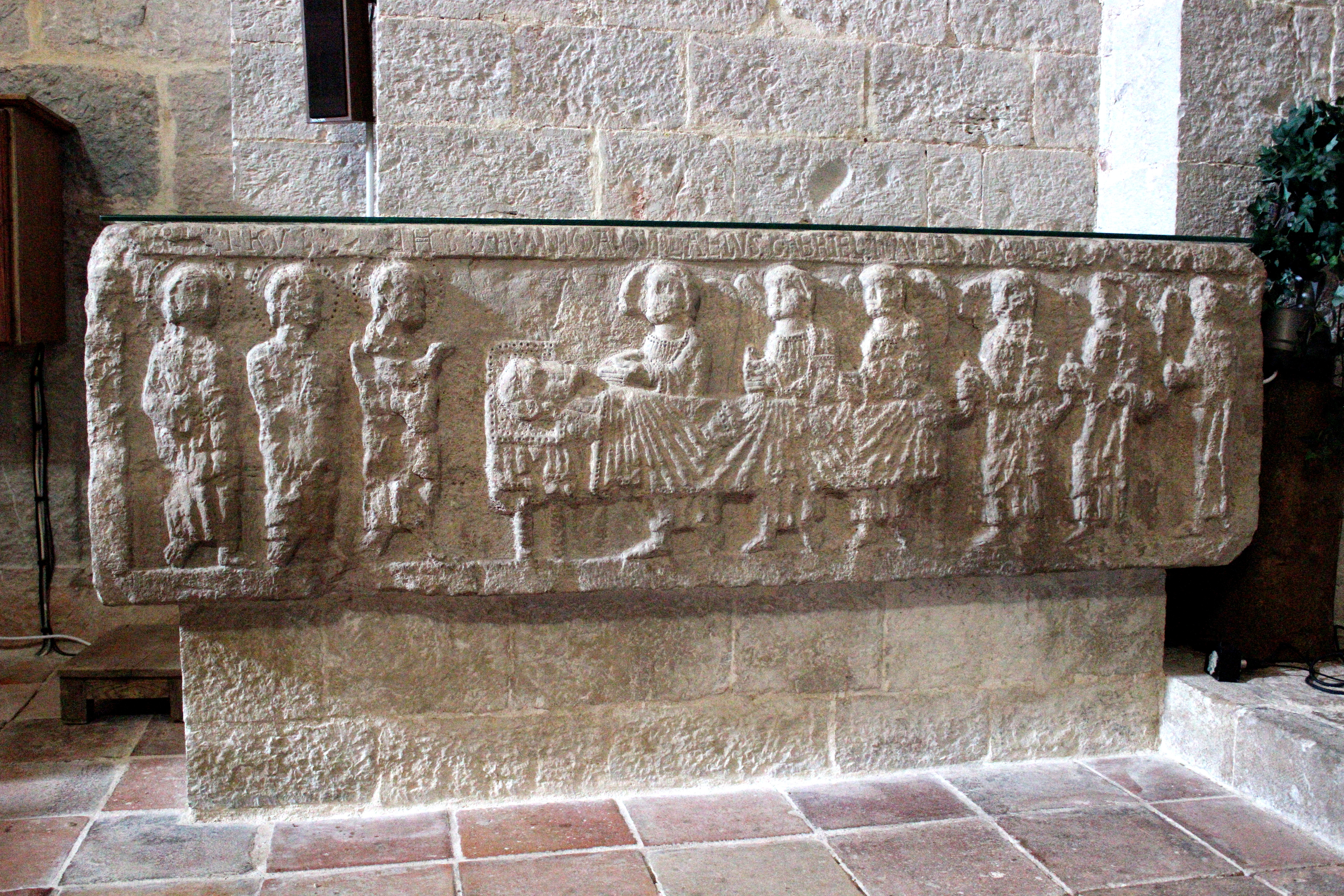
Sarkophag der Garsende de Sabran in der Abbaye de La Celle

Garsende de Sabran (* nach 1180 in der Provence; † nach 1242 in La Celle, Département Var) war die Erbtochter der Grafen von Forcalquier. Sie war durch Heirat Gräfin der Provence und eine okzitanischsprachige Trobairitz, bekannt unter den Namen Garsenda de Proensa, Garsende de Provence oder Garsende de Forcalquier, der Rufname auch unter Gersende.

## Leben
Garsende war die Tochter von Rainon I. de Sabran, Herr von Le Caylar und Ansouis, und Garsende de Forcalquier, Enkelin von Wilhelm IV. de Forcalquie, Graf von Forcalquier. Sie war die ältere Schwester von Beatrice de Sabran,S. 468 die mit Guigues VI. de Viennois (anderer Name André Dauphin de Bourgogne) verheiratet wurde.S. 482
1193 war sie dreizehn Jahre alt, als ihre Familie gezwungen wurden, den sogenannten „Vertrag von Aix“ zu unterzeichnen, in dem festgelegt wurde, dass Garsende als Erbin der Grafschaft Forcalquier bestimmt wird und mit Alfons II. heiraten sollte, den zweiten Sohn von König Alfons II. von Aragón, der Graf der Provence werden sollte. Sie heiratete ihn 1196 in Aix-en-Provence.S. 470Mit 18 Jahren wurde sie Mutter von Raimund Berengar V. (oder auch der IV.), Graf von Provence und von Forcalquier, und später von Garsende, die mit Guillaume II. de Moncada, Vicomte de Béarn, verheiratet wurde.
Sie war 29 Jahre alt, als 1209 nicht nur ihr Großvater, der regierende Graf, sondern auch ihr Ehemann Alfons II. starben.S. 481 In ihrem am 11. September 1209 erstellten Testament vermacht sie die Grafschaft Provence ihren Kindern Raymond Bérenger und Garsende.S. 481 Schon bald, am 30. November 1209, überträgt Garsende auch ihre Rechte an der Grafschaft Forcalquier an ihren Sohn,S. 324 der damit zwei Drittel der Provence in sich vereint.
Während der Minderjährigkeit von  Raimund Berengar wird die Vormundschaft von Alfons II. älterem Bruder, König Peter II. von Aragon übernommen, der von 1195 bis 1213 Graf von Barcelona und Markgraf der Provence ist. Während dieser Zeit delegiert dieser die Regentschaft über die Grafschaft Provence an seinen Onkel Sancha.
Am 14. September 1213 wird Peter II. getötet und Sancha, der die Regentschaft über Aragon übernimmt, überlässt die Regentschaft über die Provence seinem Sohn Nuno. Innerhalb des katalanischen Adels der Provence kommt es zu Meinungsverschiedenheiten zwischen den Anhängern von Garsende, die anscheinend selbst die Vormundschaft für den jungen Prinzen einnehmen will, und denen von Nuno. Der provenzalische Adel nutzt die Gelegenheit, sich zu erheben und sich auf die Seite von Garsende zu stellen. Nuno wird verdrängt, Garsenne erhält die Vormundschaft und ein Regentschaftsrat wird eingerichtet. 1220 nutzte Wilhelm de Sabran, ein Neffe des Grafen Wilhelm IV. von Forcalquier, der Anspruch auf die Grafschaft seines Onkels erhob, die Unruhen, um die Gegend um Sisteron zu erobern. Dank eines Schiedsspruchs des Erzbischofs von Aix wird das aber annulliert.
1225 zog sie sich in die Abbaye de La Celle in der Nähe von Brignoles zurück, in der auch ihre Grabstätte ist.

## Werk
Garsende war la dame du troubadour der Troubadoure Elias de Barjols und des Gui de Cavaillon. Von ihrem Austausch ist ein Couplet erhalten, das wahrscheinlich an Gui de Cavaillon gerichtet ist.
Vos que m semblatz d’els corals amadors, 

Ja no volgra que fosses tan doptans; 

E platz mi molt que vos destreing amors, 

Qu’atressi sui eu per vos malananz. 

E avetz dan en vostre vulpilhage, 

Quar no us ausas de preiar enhardir, 

E faitz a vos e a mi gran damnage; 

Que ges dompna non ausa descobrir 

Tot so qu’il vol per paor de faillir. 
Vous qui me paraissez (du nombre) des sincères amants, 

Ah ! Je voudrais que vous ne fussiez si timide. 

Je me réjouis que l’amour vous captive, 

Car moi-même je souffre pareillement à cause de vous. 

Vous recevez dommage de votre timidité. 

Quand vous n’osez vous enhardir jusqu’à la prière; 

Et vous faites grand mal et à vous et à moi; 

(D’autant) que jamais une femme n’ose découvrir 

Tout ce qu’elle désire, par crainte de faillir. 